# Nicolae Robu
Nicolae Robu (Bokszeg, 1955. május 25.) román mérnök, politikus. A Nemzeti Liberális Párt tagja, 2012 és 2020 között Temesvár polgármestere volt.

## Pályafutása
Egyetemi tanulmányait a Temesvári Műszaki Egyetemen végezte 1975 és 1980 között, ahol 1995-ben doktorátust is szerzett. 1980 és 1985 között mérnökként dolgozott, majd tudományos kutatóként helyezkedett el. 1986-ban kezdett tanítani egykori egyetemén, ahol 1997-ben professzor lett. 1990-től 2004-ig az intézmény rektorhelyettese, 2004-től 2012-ig rektora volt.
2008-ban Temes megyéből Románia szenátusa tagjává választották, ahol az oktatási bizottság tagja volt; mandátumáról 2012-ben lemondott. Ugyanezen évben a Szociálliberális Unió színeiben Temesvár polgármesterévé választották; 2016-ban újabb  négy évre megválasztották. 2019-ben az Országos Korrupcióellenes Ügyészség (DNA) bíróság elé állította a polgármesteri hivatal több tisztségviselőjével együtt, hivatali visszaélés miatt. Az ügyben 2021. január végéig nem hoztak ítéletet.
A 2020. évi önkormányzati választásokon újra elindult a polgármesteri tisztségért, de alulmaradt Dominic Fritz-cel szemben.